# Jukka

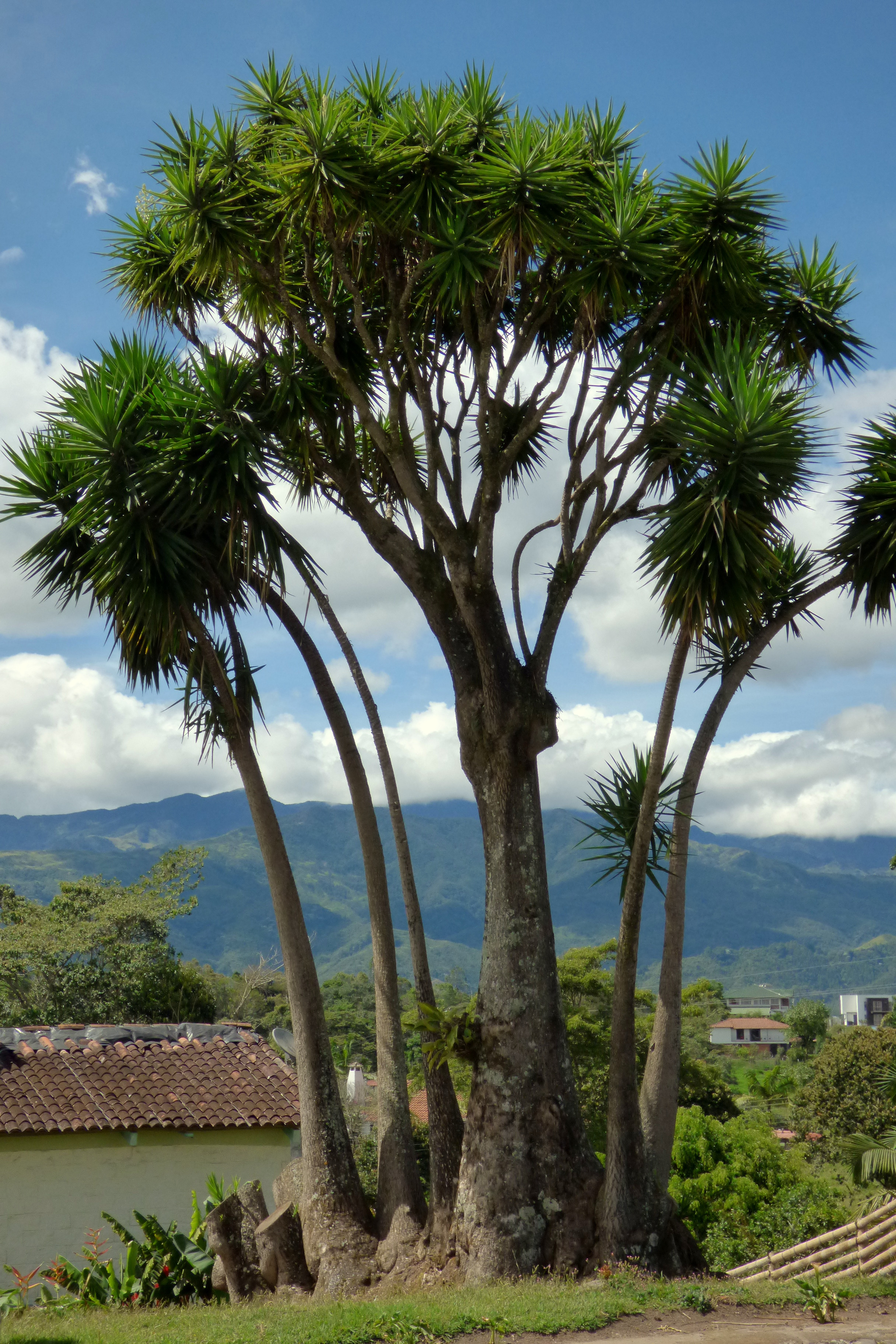
Jukka słoniostopa

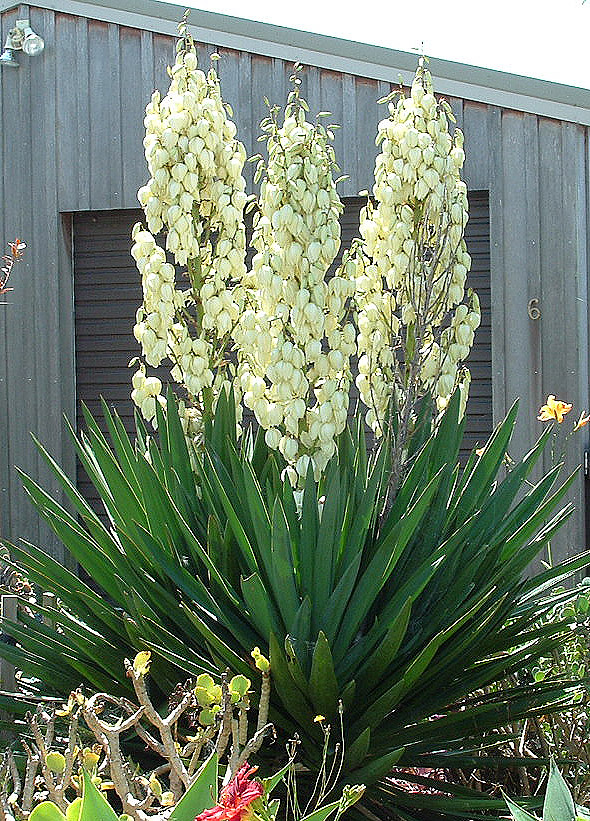
Jukka włóknista

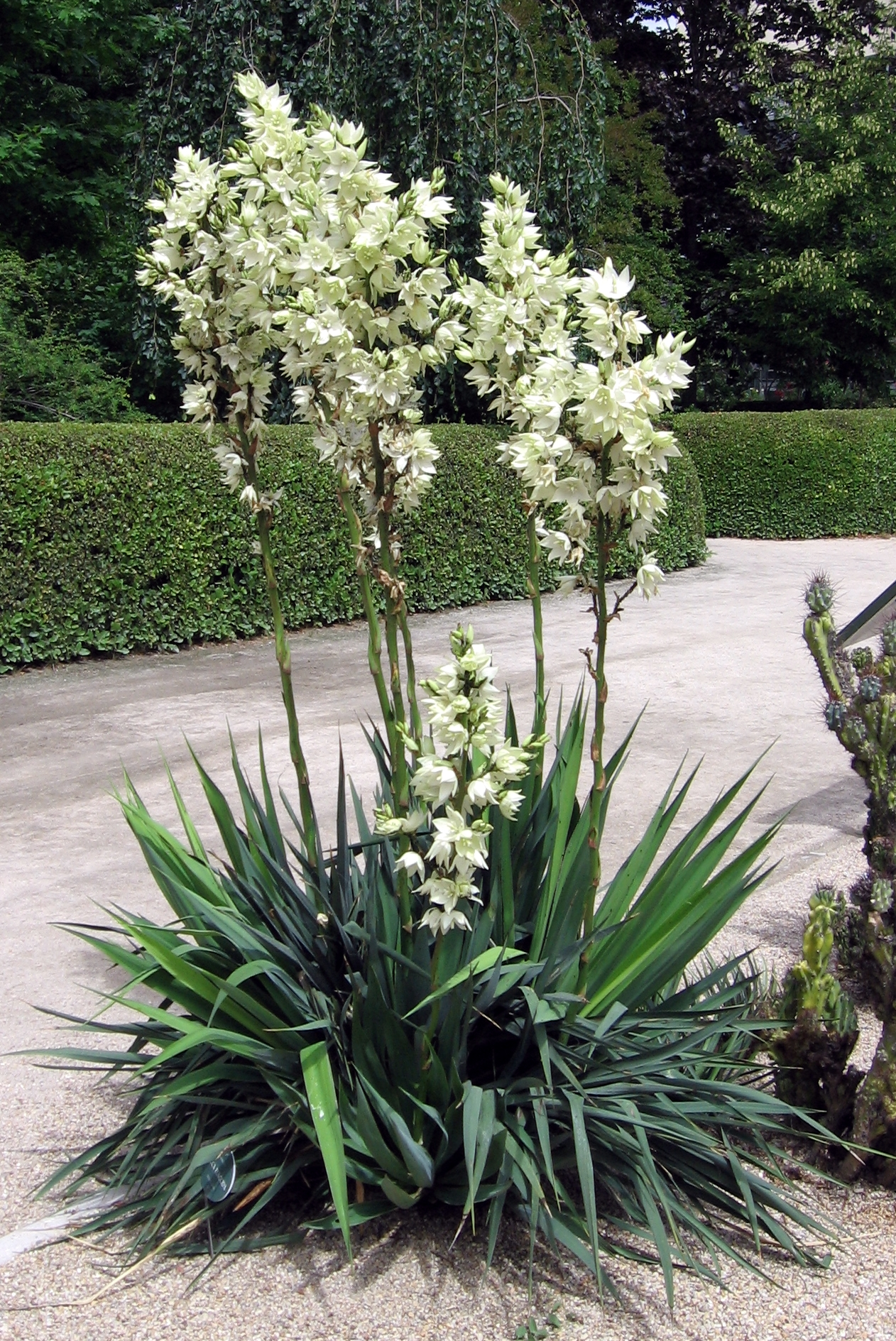
Jukka zwisła

Jukka, juka, krępla, szpilecznica (Yucca L.) – rodzaj roślin z rodziny szparagowatych. Liczy około 50 gatunków bylin, krzewów i drzew. Występują naturalnie w Ameryce Północnej i Środkowej.
Introdukowane na wszystkie kontynenty, poza Antarktydą. Gatunek jukka zwisła (Yucca flaccida) został introdukowany do Polski. Jest antropofitem zadomowionym na terenie nieczynnych hydroosadników Elektrowni Siersza w Trzebini.

## Morfologia
PokrójWieloletnie krzewy lub drzewa, bezłodygowe lub łodygowe, zwykle silnie rozgałęzione, wyrastające z podziemnego lub nadziemnego kaudeksu.
LiścieSiedzące, zebrane w rozety, wyrastające z kaudeksu lub na końcach rozgałęzionych pędów. Blaszki liściowe równowąsko-lancetowate, rozszerzone u nasady, zwykle sztywne, niekiedy mięsiste, całobrzegie lub o brzegach ząbkowanych, czasami nitkowate i rozdzielające się na pojedyncze włókna, rogowate, zwykle o ostro zakończonym wierzchołku.
KwiatyZebrane w wiechowaty lub groniasty kwiatostan, niekiedy wiechowaty dystalnie i groniasty proksymalnie, zwykle wzniesiony, niekiedy zwisły. Okwiat dzwonkowaty lub kulistawy, sześciolistkowy. Listki okwiatu mięsiste, białawe do kremowych lub lekko zabarwione na zielono lub fioletowo, niekiedy owłosione. Sześć pręcików o nitkach spłaszczonych, szerokości główek, gładkich, brodawkowatych lub ziarnistych, mięsistych. Słupek odwrotnie jajowaty do podługowato-cylindrycznego. Zalążnia górna, zwykle zielona, trójkomorowa lub sześciokomorowa z fałszywymi przegrodami, sześcioklapowana. Szyjka słupka biała do ciemnozielonej, często gruba, zakończona potrójnym znamieniem (niekiedy pojedynczym i główkowatym), białym do jasnozielonego.
OwoceWzniesione lub zwisłe jagody lub torebki, zawierające liczne, zwykle czarne (rzadko szare), spłaszczone, zaokrąglone nasiona.

## Biologia
RozwójKwiaty jukki zapylane są wyłącznie przez ćmy z rodzajów Tegeticula, Parategeticula i Prodoxus z rodziny Prodoxidae.
GenetykaLiczba chromosomów 2n = 50, 60.

## Systematyka
Pozycja rodzajuRodzaj z podrodziny agawowych (Agavoideae) w rodzinie szparagowatych (Asparagaceae).
Lista gatunków
- Yucca aloifolia L. – jukka aloesolistna
- Yucca angustissima Engelm. ex Trel.
- Yucca arkansana Trel.
- Yucca baccata Torr.
- Yucca baileyi Wooton & Standl.
- Yucca brevifolia Engelm. – jukka krótkolistna
- Yucca campestris McKelvey
- Yucca capensis L.W.Lenz
- Yucca carnerosana (Trel.) McKelvey
- Yucca cernua E.L.Keith
- Yucca coahuilensis Matuda & I.L.Pina
- Yucca constricta Buckley
- Yucca decipiens Trel.
- Yucca declinata Laferr.
- Yucca desmetiana Baker
- Yucca elata (Engelm.) Engelm.
- Yucca endlichiana Trel.
- Yucca faxoniana Sarg.
- Yucca feeanoukiae Hochstätter
- Yucca filamentosa L. – jukka włóknista
- Yucca filifera Chabaud
- Yucca flaccida Haw. – jukka zwisła
- Yucca gigantea Lem. – jukka słoniostopa
- Yucca glauca Nutt.
- Yucca gloriosa L.
- Yucca grandiflora Gentry
- Yucca harrimaniae Trel.
- Yucca intermedia McKelvey
- Yucca jaliscensis (Trel.) Trel.
- Yucca lacandonica Gómez Pompa & J.Valdés
- Yucca linearifolia Clary
- Yucca madrensis Gentry
- Yucca mixtecana García-Mend.
- Yucca necopina Shinners
- Yucca neomexicana Wooton & Standl.
- Yucca pallida McKelvey
- Yucca periculosa Baker
- Yucca potosina Rzed.
- Yucca queretaroensis Piña Luján
- Yucca reverchonii Trel.
- Yucca rostrata Engelm. ex Trel.
- Yucca rupicola Scheele
- Yucca schidigera Roezl ex Ortgies
- Yucca × schottii Engelm.
- Yucca sterilis (Neese & S.L.Welsh) S.L.Welsh & L.C.Higgins
- Yucca tenuistyla Trel.
- Yucca thompsoniana Trel.
- Yucca treculeana Carrière
- Yucca utahensis McKelvey
- Yucca valida Brandegee

## Uprawa
Są dość łatwe w uprawie, pod warunkiem zapewnienia im dobrego oświetlenia. Preferują piaszczystą i przepuszczalną glebę. Latem można je wystawiać na balkon, werandę. Niektóre gatunki można hodować w Polsce na powietrzu. Należy podlewać umiarkowanie, można przesuszać zimą. Umiarkowanie nawozić. Młode rośliny przesadza się co roku do większych doniczek, u starszych, które już są w dużych doniczkach wymienia się tylko górną warstwę ziemi. Zakurzone liście czyści się wilgotną szmatką. Można je rozmnażać przez podział, ukorzenianie odrostów korzeniowych, lub przez ukorzenianie kawałków pnia.